# Deathspell Omega
Deathspell Omega är ett franskt avantgarde black metal-band, bildat 1998 av Hasjarl.
Bandets texter behandlar ämnen såsom metafysik, satanism och teologi.
2004 gavs deras tredje album "Si Monvmentvm Reqvires, Circvmspice" som av många anses vara en milstolpe inom black metal. Den är del ett i en kommande trilogi vilken primärt behandlar ämnena teologi, metafysik och den gudomliga och diaboliska essensen i människan och dess universum.
Hasjarl är delägare i skivbolaget Norma Evangelium Diaboli, vilket ger ut Deathspell Omegas skivor.

## Medlemmar
Nuvarande medlemmar
- Hasjarl (Christian Bouche) – gitarr (1998– )
- Khaos – basgitarr (1998– )
- Mikko Aspa – sång (2002– ) (även med i Clandestine Blaze)

Inga helt säkra källor finns beträffande vilka bandets medlemmar faktiskt är.
Tidigare medlemmar
- Yohann (Yohann Pasquier) – trummor
- Shaxul (Frédéric Sescheboeuf) – sång, trummor (1998–2002)

## Diskografi
Demo
- 1999 – Disciples Of The Ultimate Void

Studioalbum
- 2000 – Infernal Battles
- 2002 – Inquisitors of Satan
- 2004 – Si Monumentum Requires, Circumspice
- 2007 – Fas - Ite, Maledicti, in Ignem Aeternum
- 2010 – Paracletus
- 2016 – The Synarchy of Molten Bones
- 2019 – The Furnaces of Palingenesia
- 2022 – The Long Defeat (2022)

EP
- 2005 – Kénôse
- 2008 – Veritas Diaboli Manet in Aeternum : Chaining the Katechon.
- 2008 – Mass Grave Asthetics
- 2011 – Diabolus Absconditus
- 2012 – Drought

Samlingsabum
- 2008 – Manifestations 2000-2001
- 2008 – Manifestations 2002
- 2009 – Vinylbox  (Innehåller 5 st LP-skivor, Infernal Battles, Inquisitors of Satan, Manifestations 2000-2001, Manifestations 2002, Bestial Orgies, The Suicide Curse, Seal of Perversion samt en poster)
- 2011 – Diabolus Absconditus / Mass Grave Aesthetics
- 2012 — Picture Disc Box (7x12" vinyl)

Annat
- 2000 – Sob a lua do bode / Demoniac Vengeance (delad 12" LP med Moonblood)
- 2001 – Clandestine Blaze / Deathspell Omega (delad 12" LP)
- 2002 – Mütiilation / Deathspell Omega (delad 10" EP)
- 2005 – From The Entrails To The Dirt (Part III) (delad 3xLP med Malicious Secrets, Mütiilation och Antaeus)
- 2005 – Crushing The Holy Trinity (Part I: Father) (delad 3xCD med Stabat Mater, Clandestine Blaze, Musta Surma, Mgła och Exordium)
- 2008 – Veritas Diaboli Manet in Aeternum (delad 12" LP med S.V.E.S.T.)